# Lomonosovryggen

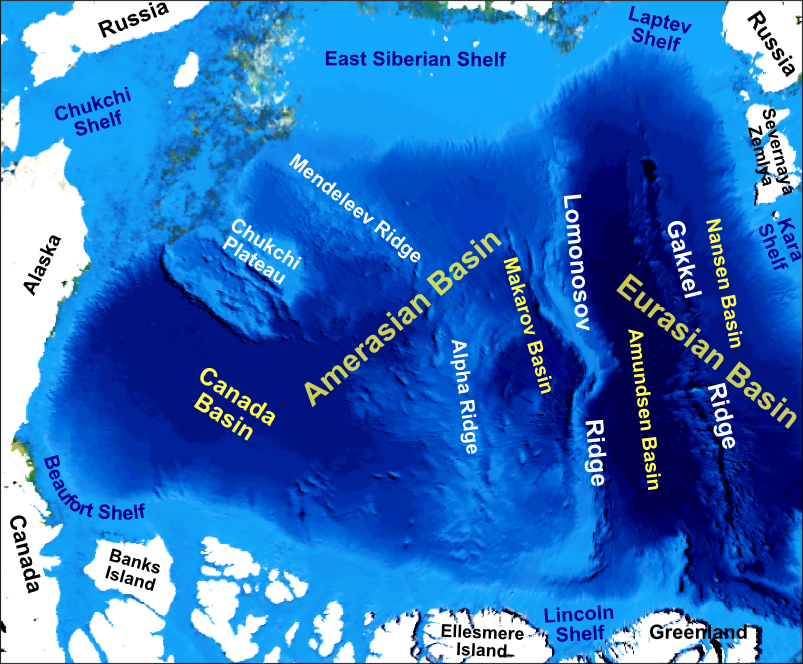
Lomonosovryggen löper tvärs över Norra ishavets botten.

Lomonosovryggen (ryska: Хребет Ломоносова, Chrebet Lomonosova) är en ovanlig undervattensrygg bestående av kontinental jordskorpa, belägen i Norra ishavet. Den sträcker sig 1800 km mellan Nysibiriska öarna och Ellesmereön, över den mittersta delen av ishavet. Djuphavsryggens bredd varierar mellan 60 och 200 km. Den reser sig 3 000 till 3 700 meter ovanför det 4 200 meter djupa djuphavet, och minimidjupet hos oceanen ovanför ryggen är mindre  än 400 meter. Bergsryggens sidor stupar relativt brant och bryts upp av kanjondalar täckta av flera lager silt.
Lomonosovryggen upptäcktes 1948 av de sovjetiska ishavsexpeditionerna och namngavs efter Michail Lomonosov. Namnet godkändes av GEBCO:s underkommitté för havsbottennamn.

## Territoriell dispyt
Under 2000-talet har den geologiska uppbyggnaden av undervattensryggen väckt internationell uppmärksamhet. Bakgrunden är en officiell inlaga, den 20 december 2001, till FN:s kommission över avgränsningen av kontinentalsockeln, i enlighet med Förenta nationernas havsrättskonvention (artikel 76, paragraf 8). Inlagan till FN föreslog en ny yttre gräns för Rysslands kontinentalsockel inom landets sektor i Arktis, längre ut än den dittillsvarande 200 sjömil vida zonen. Territoriet som Ryssland gör anspråk på i dokumentet motsvarar större delen av Rysslands arktiska sektor, och längs över 3/4 av sektorns bredd ända fram till Nordpolen. Ett av argumenten för anspråken var ett påstående att både Lomonosovryggen och Mendelejevryggen (undervattensrygg i öster) är en förlängning av den eurasiska kontinenten. FN-kommissionen vare sig avslog eller accepterade (året därpå) Rysslands anspråk men rekommenderade istället ytterligare forskning i ämnet.
Danska forskare hoppas kunna bevisa att undervattensryggen istället är en geologisk förlängning av Grönland, och även Danmark gör sedan 2014 anspråk på det av Ryssland hävdade området. Även Kanada gör anspråk på området och menar att ryggen är en förlängning av dess egen kontinentalsockel. 2007 skickades både kanadensiska och ryska forskare att kartlägga Lomonosovryggen, för att var för sig – och före någon annan – kunna hävda suveränitet över området. I slutet av juni 2007 hävdade ryska forskare just att ryggen var en förlängning av ryskt territorium, och 2011 menade en rysk vetenskapsman att Ryssland och Danmark gjorde anspråk på olika delar av ryggen och att de olika anspråken inte inkräktade på varandra. Andra källor antyder att vissa områden trots allt är omstridda.
Kanada förväntas lägga fram sina anspråk inom området. Danmark och Ryssland har kommit överens om att följa fastlagda rutiner angående sina anspråk. Om Danmarks anspråk accepteras av kommissionen sommaren 2015, kommer den konkreta fördelningen av området fortfarande vara föremål för förhandlingar mellan de olika länderna. Den processen kan ta flera års tid.

### Arktika 2007-expeditionen
I slutet av juli 2007 skickade Ryssland ut en polarexpedition – bestående av en isbrytare och det två miniubåtarna Mir-I och Mir-II – för att utforska regionen. Ryska forskare dök ner 4261 meter under havsytan och placerade den 2 augusti en rysk flagga i rostfri titan på havsbotten. April samma år hade både Kanada och Danmark bedrivit kartläggning av havsbotten under polarisen.
I en uppföljning i mitten av september samma år meddelade Rysslands naturresursministerium att preliminära resultat från den ryska sommarexpeditionen gav vid handen att Lomonosovryggen till sin struktur motsvarar andra av världens kontinentalsocklar. Därför, menade man, är den del av Ryska federationens närliggande kontinentalsockel.

### Danmarks anspråk (2014)
2014 lämnade Danmark in sina arktiska anspråk till FN-kommissionen. Anspråken gällde 895 000 kvadratkilometer runt Lomonosovryggen, där man hänvisade till paragraferna 4, 5 och 6 i stadgans Artikel 76. Grönland sägs där knyta an till Lomonosovryggen genom Lincolnshelfen (400 meter under Lincolnhavets yta), mellan Wandelhavet i öster och Cape Columbia på nordligaste Ellesmereön i väster. Man menar att Lincolnshelfen sköts norrut i samband med att Grönland drev mot norr under senare delen av Paleozoikum samt Paleocen och Eocen. Delar av berget i Lomonosovryggen liknar geologiskt berg från Ellesmereön, Grönland, Skandinavien och Storbritannien. Kopplingen mellan land och undervattensrygg sägs kunna definieras som del av kontinentalsluttningen. Från undervattenryggens övergång till djuphavet görs anspråk på ytterligare 60 nautiska mil ("Hedbergformeln"), alternativt 100 nautiska mil där sedimentlagret är mer än 1 nautisk mil djupt ("Gardinerformeln" = 1 procent av sträckan).